# Helga Plankensteiner
Helga Plankensteiner (* 1. August 1968 in Innichen) ist eine italienische Jazzmusikerin (Alt- und Baritonsaxophon, auch Klarinette, Gesang, Komposition).

## Leben und Wirken
Plankensteiner studierte klassisches Saxophon am Tiroler Landeskonservatorium in Innsbruck bei Florian Bramböck und Jazz am Konservatorium Trient. Weiterhin besuchte sie Jazzworkshops bei Dick Oatts, Steve Slagle, Gary Bartz, Bobby Watson, Bob Bonisolo, Heinrich von Kalnein und Sandro Gibellini.
1994 trat sie als Sängerin in der Dreigroschenoper in Meran und der Rocky Horror Show in Bozen auf. Ihre eigenen Projekte sind die internationale Frauenband Fifth Side, das Quartett El Porcino Organic, das Helga Plankensteiner Quintet mit einer Hommage an Frida Kahlo sowie das Sextett Plankton. Mit dessen Adaption von Franz Schuberts Winterreise wurde sie international bekannt. Weiterhin leitete sie die Balkanjazzband Revensch und Barionda, ein Ensemble mit vier Baritonsaxophonen und Schlagzeug.
Plankensteiner spielte bei wichtigen Festivals wie Verona Jazz, Nice Jazz Festival, Alpentöne, Jazzfestival San Sebastian oder Jazzfestival Bukarest. Sie gehörte zur Carla Bley Bigband und ist auch auf Alben mit Dani Felber, mit dem Torino Jazz Orchestra, Mauro Ottolini, Giovani Leonesse und dem Wolfgang Schmidtke Orchestra (Monk) zu hören. Weiterhin arbeitete sie mit Solisten wie Tom Harrell, Dusko Goykovich, Valery Ponomarev, Francesco Cafiso, Uri Caine, und dem Italian Sax Ensemble.

## Preise und Auszeichnungen
Plankensteiner gewann 1999 den Bigband-Wettbewerb der Associazione musicisti italiani di jazz in Siena; 2000 kam sie ins Finale des Wettbewerbs des Orchestre National de Jazz in Paris. 2009 wurde sie von der Fachzeitschrift Musica Jazz unter den besten 10 neuen Talenten Italiens geführt. 2018 wurde sie mit dem Jazzpreis der Stadt Innsbruck ausgezeichnet.

## Diskographische Hinweise
- Barionda (jazzwerkstatt 2022, mit Rossano Emili, Massimiliano Milesi, Giorgio Beberi, Mauro Beggio sowie Zeno de Rossi)[3]
- Plankton Lieder/Songs (jazzwerkstatt 2018, mit Matthias Schriefl, Gerhard Gschlößl, Enrico Terragnoli, Michael Lösch, Nelide Bandello)[2]
- Helga Plankensteiner Plankton (jazzwerkstatt 2012, mit Matthias Schriefl, Gerhard Gschlößl, Enrico Terragnoli, Michael Lösch, Nelide Bandello)
- Helga Plankensteiner & El Porcino Organic: Bye Joe (Sweetalps, 2012, mit Mauro Ottolini, Michael Lösch, Paolo Mappa)
- Helga Plankensteiner Quintet Frida! (Splasc(h) Records 2008, mit Achile Succhi, Michael Lösch, Enrico Merlin, Stefano Bertoli)
- Helga Plankensteiner Walter Civettini Quintet Connections (Azzura 2005)
- Benno Simma, Helga Plankensteiner, Michael Lösch Poetischer Laerm (Skarabæus 2002)